# 田辺広雄
田辺 広雄（たなべ ひろお、1925年1月15日 - 1999年4月3日）は、日本の政治家。衆議院議員（1期）、名古屋市会議員（5期）、守山市議会議員などを務めた。

## 来歴・人物
愛知県名古屋市生まれ。父親は守山町長を務めた。関西学院大学専門学校政経科卒業後、家業の毛織物会社を継いだ。1955年、守山市議会議員に出馬し当選。1963年に守山市が名古屋市と合併した後は名古屋市会議員を5期務め、議長も務めた。
1983年の衆議院選挙と1986年の衆議院選挙に旧・愛知1区から出馬するが落選。自民党内では安倍派に所属し、竹下派の今枝敬雄と公認を争った。
1990年2月18日に行われた衆議院選挙に自民党の公認を得て立候補し初当選。ところが衆院選にからみ、2月21日に自身の秘書と運動員が買収容疑で逮捕された。秘書らは6月に有罪判決を受けている。
1993年の第40回衆議院議員総選挙では新党ブームの中で今枝と共倒れする形になり落選。小選挙区比例代表並立制が導入された1996年の第41回衆議院議員総選挙では、選挙区が分かれた事を受けて今枝と協力する方針を打ち出し、後援会幹部の名簿交換などを行なっている。同選挙では愛知2区から出馬したが落選。政界を引退した。
1999年4月3日、肺炎のため死去。74歳没。長男の田辺克宏は同年4月11日に行われた愛知県議選の守山区選挙区に立候補し初当選。県議を計4期務めた。